# Ghiacciaio Doran
Il ghiacciaio Doran è un ghiacciaio alpino lungo circa 5 km situato nella zona centrale dei colli Kukri, nella regione centro-occidentale della Dipendenza di Ross, in Antartide. Il ghiacciaio, il cui punto più alto si trova a circa 1600 m s.l.m., si trova in particolare tra il ghiacciaio Sollas, a ovest, e il ghiacciaio Marr, a est, e fluisce verso nord partendo dal versante settentrionale del picco Koi e scorrendo lungo il versante sud-orientale della valle di Taylor, senza però arrivare sul fondo della valle ma alimentando i piccoli laghi glaciali sul fondo di questa attraverso dei rivoli di ghiaccio sciolto che partono dal suo termine.

## Storia
Il ghiacciaio Doran era stato già avvistato nel corso della spedizione Terra Nova, condotta dal 1910 al 1913 e comandata dal capitano Robert Falcon Scott, ma è stato così battezzato solo nel 1997 dal Comitato consultivo dei nomi antartici in onore di Peter Doran, una paleolimnologo dell'università statale della Louisiana che ha compiuto studi di paleolimnologia e di climatologia nelle valli secche di McMurdo a partire dal 1993.